# Lori Chalupny
Lori Chalupny, född den 29 januari 1984 i St. Louis, Missouri, är en amerikansk fotbollsspelare som spelar för AIK Damfotboll i Damallsvenskan. Vid fotbollsturneringen under OS 2008 i Peking deltog han i det amerikanska lag som tog guld. 